# NGC 4266
NGC 4266 ist eine Balken-Spiralgalaxie mit aktivem Galaxienkern vom Hubble-Typ SBa im Sternbild Jungfrau nördlich der Ekliptik. Sie ist schätzungsweise 65 Millionen Lichtjahre von der Milchstraße entfernt und hat einen Durchmesser von etwa 35.000 Lichtjahren. Die Galaxie wird unter der Katalognummer VVC 362 als Mitglied des Virgo-Galaxienhaufens gelistet.

Im selben Himmelsareal befinden sich u. a. die Galaxien NGC 4259, NGC 4270, NGC 4282, IC 3153.
Das Objekt wurde am 26. Mai 1864 von Albert Marth entdeckt.